# Филатовское
Филатовское — село в городском округе Сухой Лог Свердловской области России. В повести Степана Щипачёва «Берёзовый сок» Филатовское описывалось как «богатое село с каменными столбами у ворот и пятистенными домами».

## География
Село Филатовское расположено в 16 километрах к востоку-юго-востоку от города Сухого Лога (по автодороге — в 19 километрах), на правом берегу реки Пышме. Через село проходит автодорога Сухой Лог — Камышлов.

## История
С 1674 года на реке Пышме началось освоение земель, возникла Калиновская слобода, которая до 1723 года числилась в составе Тобольского уезда. Первыми поселились в этих местах в 1675 году Фома Широков (Фомка Ларионов сын Широково, который во время переписи указывал, что родился в Верхотурском уезде в Невьянской слободе в деревне Бабиновой, а в Калиновской слободе живёт со 183-го года (1675 год)) и Стенька Казанцев, на следующий год появились Кукарины.
В Переписной книге Тобольского уезда 1681—1683 годах Льва Поскочина в Калиновской слободе на реке Пышма было отражено, что в 1682 году в деревне Фомины (с 1719 года деревня Филатова, а с 1869 года село Филатовское) 9 крестьянских дворов (во дворе Васка Обросимов сын Рогозин; во дворе Стенка Михайлов сын Новосел; во дворе Сидорко Андреев сын Дерюшин; во дворе Малафейко Филатов сын Кукарин; во дворе Сенка Филатов сын Кукарин; во дворе Фомка Ларионов сын Широково; во дворе Микитка Степанов сын Нохрин; во дворе Стенка Иванов сын Казанец; во дворе Ларка Григорьев сын Широково).
Деревня Фомина упоминается в документах переписи населения 1710 года (9 дворов, в том числе двор Никифора Ларионова Широкого). Согласно первой ревизской сказки Тобольского уезда 1719 года в деревне Филатовой Калиновской слободы крестьянских и бобыльских дворов было 9, в них душ мужеска полу 29 человек. В 1756 году в деревне Филатовой жили семьи (Нохрин, Казанцов, Серков, Безсонов, Смердов, Новоселов, Качесов, Широков, Мартынов,
Шатров, Аврамов). В 1822 году в деревне Филатовой жили семьи (Нохрин, Казанцов, Серков, Борсов, Безсонов, Смердов, Кокташев, Захаров, Новоселов, Качесов, Широков, Мартынов, Воронин, Ширяев, Старков, Шатров, Озорнин, Аврамов).
До 1890 года в приходе были скопцы; первыми распространителями скопчества в 1860-х годах были скопцы из деревни Фоминой Екатеринбургского уезда и из Сухоложского села. Первый случай обнаружения судебной властью открытого оскопления относится к 1875 году; в разное время скопцев было выслано Сибирь до 60 человек.
В XIX веке было налажено производство фирменного красного кирпича и других строительных материалов.
Из них строили дома в Филатовском. Эти «фирменные» сооружения чем-то походили на те, из которых выложены стены Московского Кремля (из-за этого Филатовское иногда называют «уголком Москвы»). Эту особенность филатовских домов, амбаров и заборов неизменно отмечали купцы, в том числе и московские. Красный кирпич продавали даже на знаменитой Ирбитской ярмарке.
Из отчета о состоянии церковно-приходских школ за 1894/95 учебный год можно установить, что существовало 7 школ грамоты, одна из них — Филатовская, дата открытия — 1886 год. В начале XX века в селе работало земское начальное училище и школа грамоты.
На данный момент в селе Филатовском находится Муниципальное бюджетное общеобразовательное учреждение «Основная общеобразовательная школа № 11»

## Временная лаборатория кристаллографии
С 1942 года до конца войны размещалась в с. Филатовском лаборатория кристаллографии Академии Наук СССР, выполнявшая заказы на научные разработки по изготовлению кристаллов для приборов, устанавливаемой на различной военной технике. Здесь, в этом селе, была завершена работа по исследованию пьезоэлектрических материалов.

## Сцена из фильма
Однажды это село заметила одна киностудия и записала сцену на филатовской мельнице. Фильм называется «Я объявляю вам войну».

## Вознесенская церковь

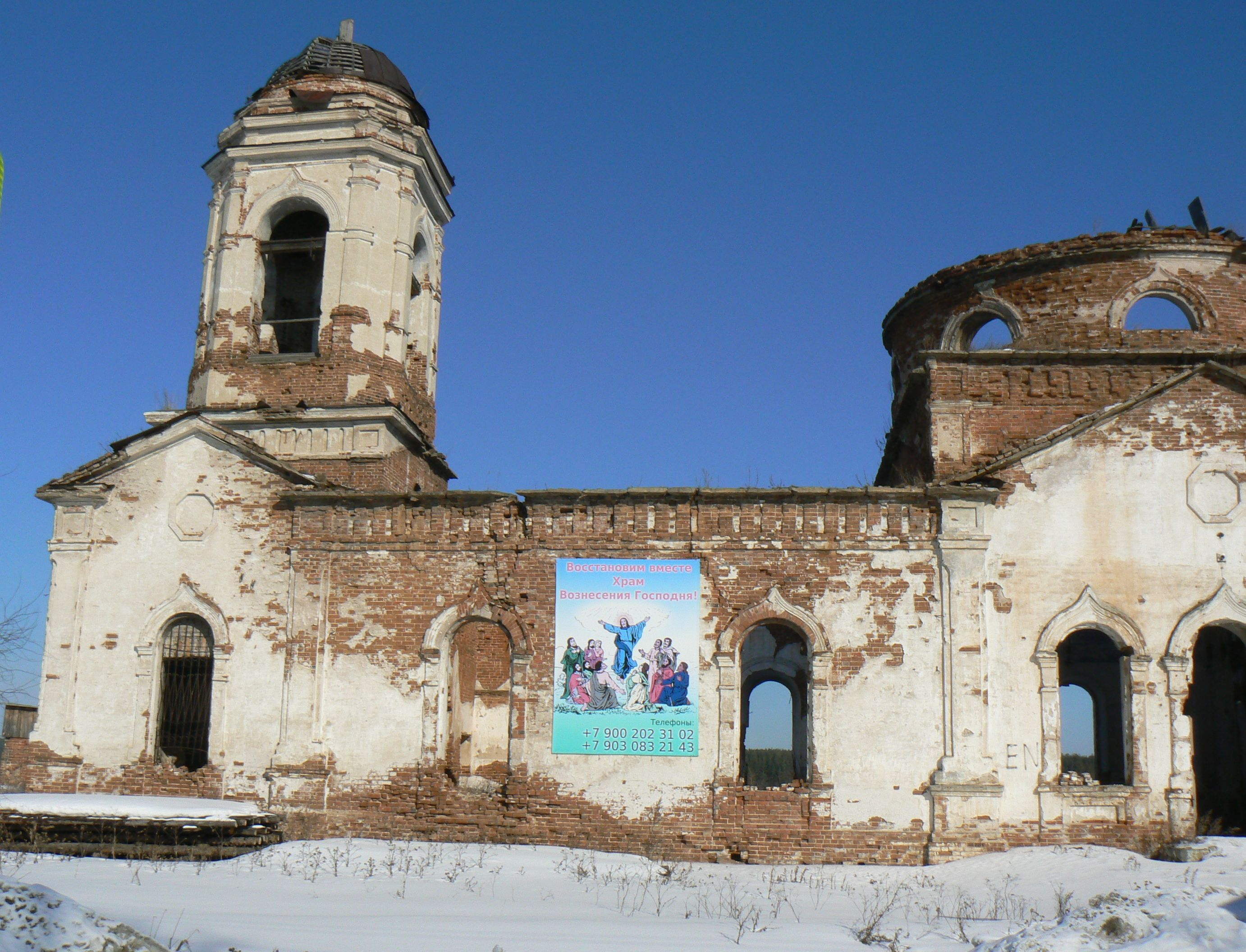
Вознесенская церковь, март 2017 года

В 1859 году была заложена каменная двухпрестольная Вознесенская церковь. В 1863 году был освящён тёплый придел во имя пророка Илии, а главный храм в честь Вознесения Господня был освящён в 1877 год. В начале XX века причт (священник и псаломщик) жили в деревянных общественных домах.
29 мая 1918 года на подавление восстания местного населения против Советской власти в сёла Новопышминское и Филатовское был направлен карательный отряд «Красных орлов», под общую расправу попал священник Филатовской Вознесенской церкви Николай Вениаминович Бирюков.
Церковь была закрыта в 1930 году. После закрытия здание пустовало, потом использовалось как склад и сельский клуб. В 1970-х годах клуб закрыли, а склады перенесли.
В 1922 году из храма были изъяты 3 килограмма серебра. В настоящее время храм разрушается и не восстанавливается.

## Население
В 1901 году в селе насчитывалось 881 мужчин и 895 женщин, земледельцы, православные. Насчитывается около 16 этносов (включая русских) (по подсчётам школьного музея).
| 2002 | 2010  |
| ---- | ----- |
| 1163 | ↘1060 |